# Abd al-Kádir al-Džílání

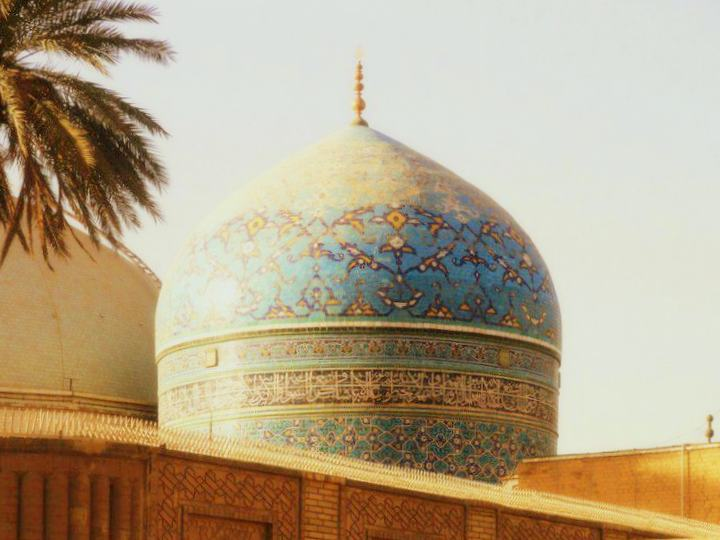
hrobka Abdal-Kádira al-Džíláního v Bagdádu

Abd al-Kádir al-Džílání (arabsky عبد القادر الجيلاني, persky عبد القادر گیلانی, kurdsky Evdilqadirê Geylanî, 1077 nebo 1078, Gílán, Persie – 1166, Bagdád) byl podle tradice zakladatel taríky (súfijského řádu) kádiríja.
Studoval v Bagdádu islámské hanbalovské právo. Později si získal mezi muslimy reputaci dobrého kazatele a učitele a prý konvertoval mnoho židů a křesťanů na islám. Jeho koncept súfismu byl džihád vůči vlastní vůli s cílem podrobit se Alláhově vůli. Vyzýval k askezi a k darování majetku duchovnímu vůdci. Je mu přisuzována spousta zázraků. Jeho žáci a potomci (měl 49 dětí) ustanovili taríku kádiríja. Jejím centrem se stal Bagdád, kde je al-Džílání také pochován. 

## Dílo
- Al-ghunja li-tálibí taríqi l-haqq (Dostatečné poučení pro hledače cesty k pravdě)
- Al-fath ar-rab-bání (Otevření Páně) - soubor kázání